# (37892) 1998 FA61
1998 FA61 (asteroide 37892) é um asteroide da cintura principal. Possui uma excentricidade de 0.11674140 e uma inclinação de 14.76327º.
Este asteroide foi descoberto no dia 20 de março de 1998 por LINEAR em Socorro.